# カエルのペペ
カエルのペペ（英語: Pepe the Frog、[ˈpɛpeɪ]）は、マット・フュリーの漫画シリーズ『ボーイズ・クラブ』に2005年から登場する、緑色の顔と人間そっくりの体を持つ擬人化したカエルのキャラクター。その人気は、4chan、MySpace、Gaia Onlineで着実に成長し、2015年までに4chanでも人気の高いインターネット・ミームのひとつになった。

## ミーム

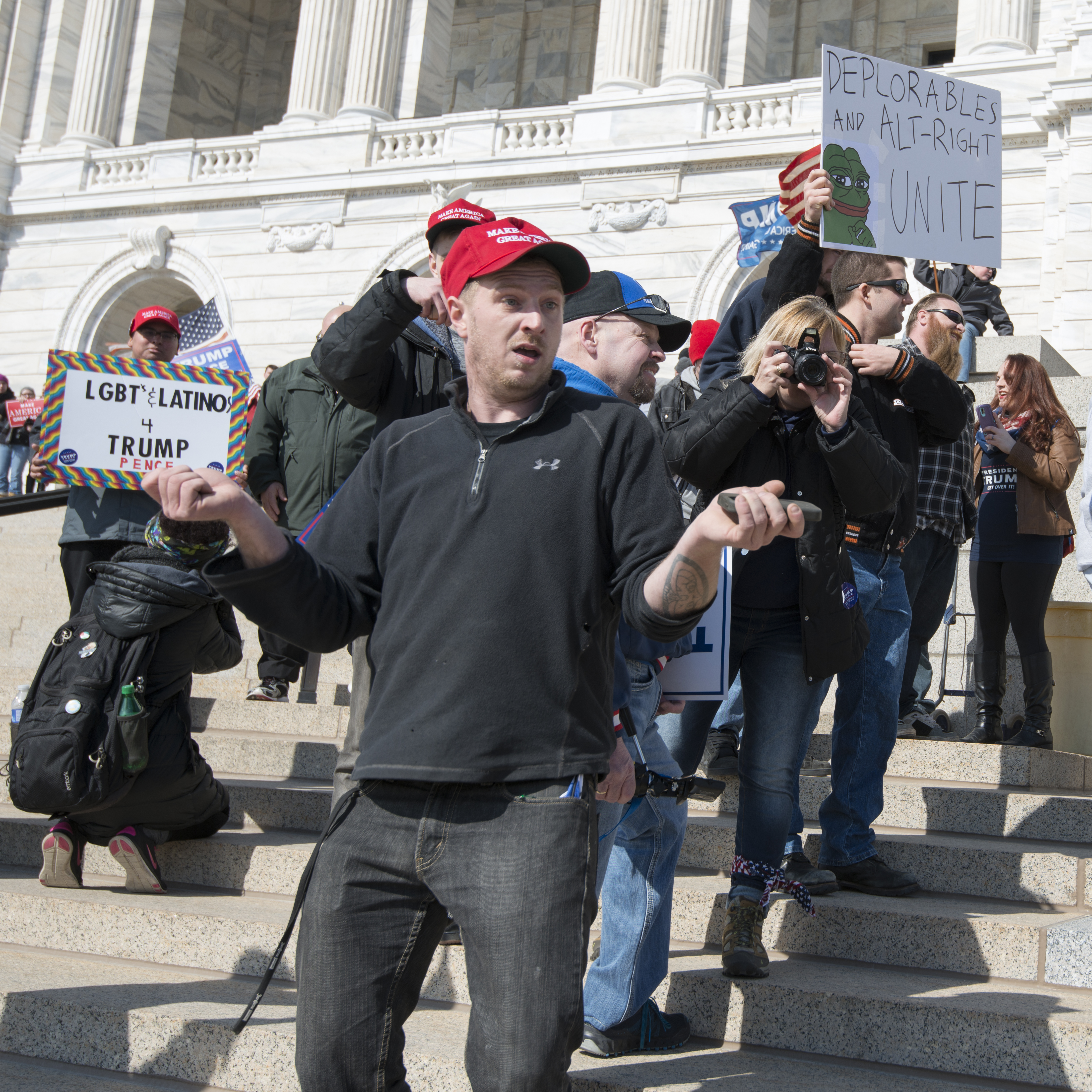
ドナルド・トランプ支持者（オルタナ右翼）による使用

ペペの登場後、世界各国の電子掲示板等でインターネット・ミームとして人気となる。誰からもメールが来ない、人生の道を誤ったなど悲しい状況を表すのに使われることが多かった。ミームの元々の使用は、時間の経過と共に進化しており、Sad Frog（悲しみカエル）、Smug Frog（ドヤ顔カエル）、「You will never ...（永遠に〜は起こらない）」カエルを含む多くの亜種がある。
元々は差別的な意味のあるキャラクターではなかったが、2015年頃から匿名画像掲示板「4chan」で人種差別的な投稿に使われるようになった結果、議論の的となっているオルタナ右翼運動の象徴として使われ始めた。2016年9月には米国のユダヤ団体名誉毀損防止同盟(ADL)はデータベースにヘイトの象徴としてぺぺを登録した。同団体はぺぺの全てのミームが人種差別主義的ではないと付け加えた。それ以来、フュリーはぺぺがヘイトの象徴として使用されていることを公然と非難しており、フュリーによってペペのイメージを回復すべく「#SavePepe」キャンペーンを行うもキャンペーンの成果が得られず、2017年5月にフュリーは、ボーイズ・クラブ内で棺に横たわって死んだぺぺを仲間が弔うストーリーを公開した。

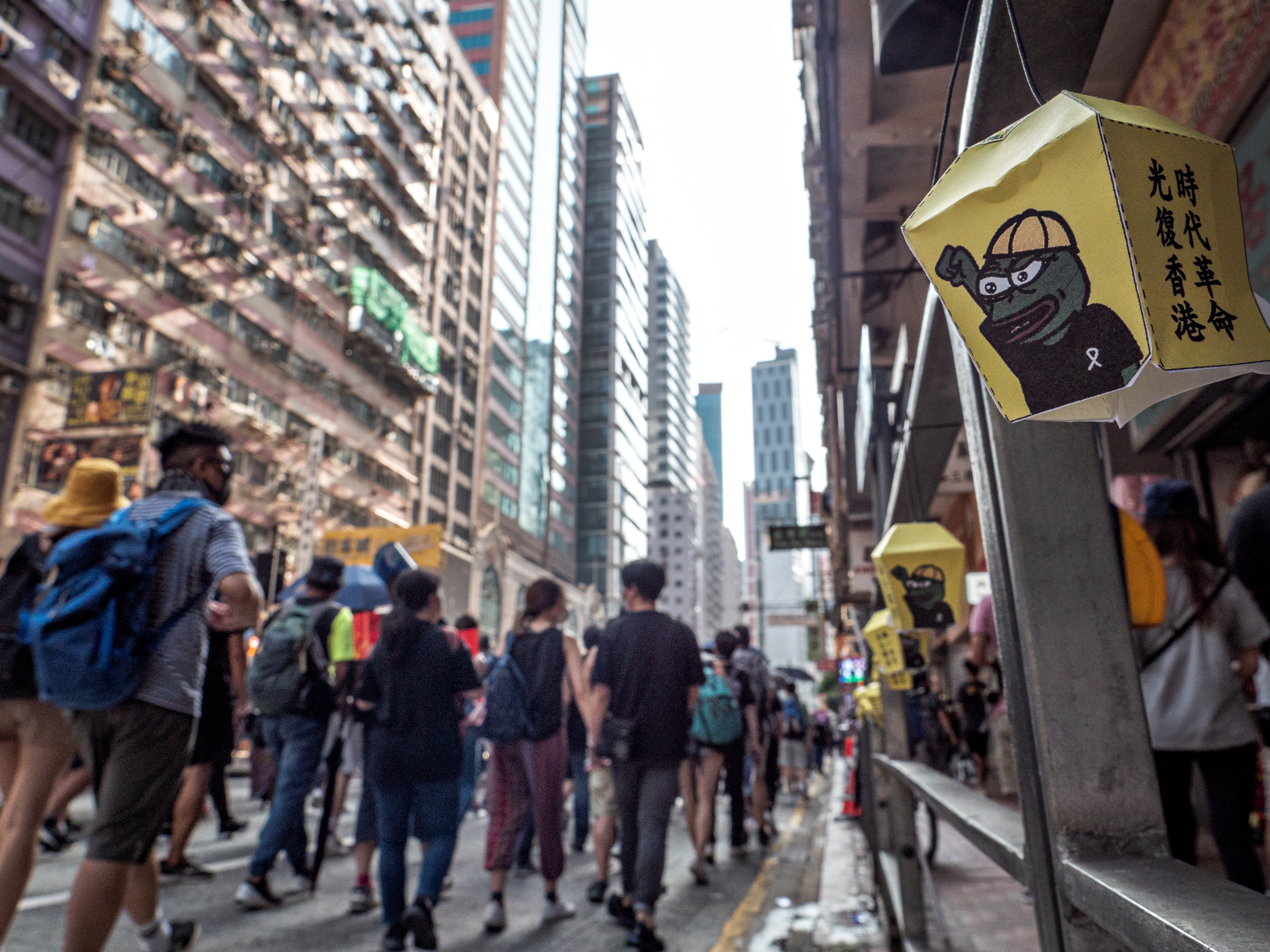
香港民主化デモの最中、街頭に掲げられた民主化を支持するペペ

香港で発生した2019年-2020年香港民主化デモでは、デモ参加者が極右とは無関係に民主化運動の象徴として使用するようになった。これについてフュリーはペペのイメージを回復させるものだと歓迎した。なお、抗議者のほとんどは、ペペがアメリカで白人至上主義の象徴として使用されていることを知らなかった。
2020年には、一連の顛末を描いたドキュメンタリー映画『フィールズ・グッド・マン』が制作され、サンダンス映画祭などに出品された。
2021年アメリカ合衆国議会議事堂襲撃事件には、「ケキスタン共和国民」を名乗るオルタナ右翼も参加している。

## ペペの蘇生
2017年にペペの葬式を描いて距離を置いていたマット・フュリーだが、映画『フィールズ・グッド・マン』発表後の2021年にレアペペカードに舞台を移してペペの創作を再開する。
2021年10月5日 オークションハウスのチェインソーとマット・フュリーの公式NFTサイトPegzがコラボレーションを発表。これまで「マット・フュリーの予約席」という文字だけが書かれたカードに新たに絵柄が付与され、カード下部にはマット・フュリー直筆のサインが施された。この「予約席」カードは発行枚数500枚だったが、400枚が焼き捨てられ発行枚数100枚に調整された。このカードのうち1枚が10月10日のチェインソーのオークションにかけられ、6000万円弱で落札された。
レアペペウォレットの作者wasthatawolf氏は「これでレアペペディレクトリーが完成した」とTweetした。
チェインソーのオークション広告では、トランプ政権下でのアメリカ合衆国の分断を暗号資産になぞらえ「ペペがビットコインとイーサリアムのコミュニティをつなぎ平和をもたらすことを願っています」とコメントされた。
Pegzは「我々はペペを文化的に非常に強力なアイコンだと認識しています。ペペは暗黒の勢力によって利用される可能性があり、実際に利用されてきました」「一つの勢力がすべてのカエルを独占できるわけではないことを認識していますが、私たちの案内誘導によって（憎悪や分断のカエルよりも）フィール・グッドなカエルが優勢になることを願っています」とコメントした。
この発表後、作者マット・フュリーによるレアペペカード参加を喜んだファンやカード作者が「予約席」カードの所有アドレスに様々なレアペペカードを送るという現象が見られた。しかしこのアドレスは厳密にはマット・フュリー個人ではなくPegzの所有するアドレスである。
その後マット・フュリーはレアペペカードの形で精力的にペペの新作を発表し続け、2022年現在77作品に及ぶ。

## レアペペカード
2016年にビットコイン上のチェーン(カウンターパーティ)を利用した非代替性トークンのコレクティブルカードであるレアペペカードが作成された。
これはミームを主題としたものであったがオルト右翼に限定されず幅広い事物がカード化されトランプのライバルであるヒラリーをペペで表現したものもあった。
中には険悪な表情で何事かをがなり立てていたトランプが、ペペやペンギンといった穏やかなキャラにあてられて毒気を抜かれ、ついには平和を唱えはじめるというカードまであった。
NFTの黎明期に登場したレアペペカードはヴィンテージNFTとみなされ、発行枚数が少ないものを中心に高額で取引されるものが現れた。
2018年1月 シンプソンズのホーマーを描いたホーマーペペ(総発行枚数1枚)が3万9千ドルで取引される。これは当時のNFTの単体取引額としては史上最高値であった。
2021年3月 ホーマーペペが32万ドルで取引される。これは上記のドキュメンタリー映画『フィールズ・グッド・マン』の製作費を超える額だと映画の公式Twitterアカウントが認めた。
2021年9月14日 ペペミリオン(総発行枚数5枚)が1億6千万円で取引される。
2021年9月18日 ナカモトカード(総発行枚数300枚)が7千万円で取引される。
2021年10月19日から27日にかけてサザビーズで行われたNFTのオークションでPepenopoulous(総発行枚数1枚)が4億円で取引される。

### レアペペカードの種類

#### 公認レアペペ (Certified Rare Pepe)
カウンターパーティー(XCP)上で発行。
2016年から2018年3月まで発行。
レアペペサイエンチストに画像と自己発行した整数トークンを申請し、認定されればその画像とトークンが紐づけられた。
1シリーズ50枚で構成され、シリーズ36まで認定された。レアペペサイエンチストが2018年3月に引退したため、シリーズ36のみ20枚で構成される。
最初に発行されたシリーズ1・カード1にあたるナカモト・カードはレアペペカードの顔として人気があり、2021年には7000万円で取引された。
ナカモト・カードの所有者は総発行枚数300枚にちなんで300クラブと呼ばれる。
シリーズ6・カード47ペペグリーンはレアペペカードを紹介する書籍の表紙絵に使用された。

#### レアペペ総選挙 (PepeVote)
カウンターパーティー(XCP)上で発行。
2018年8月から9月にかけて発行。
公認レアペペ同様に自己発行した整数トークンに画像を紐づけされて作成される。
認定はコミュニティの選挙によっておこなわれ、毎週2枚が選出された。
所有するレアペペカードとペペキャッシュの枚数によって投票力が付与され、自己の投票力を立候補カードに任意の割合で割り振ることで投票が行われた。
申請にはカウンターパーティウォレット上での署名と指定されたアドレスへのペペキャッシュのバーンに加え画像とトークンの申請を短時間に行わなくてはならず、申請方法の複雑さから多くの作家が申請を断念する事態が引き起こされた。
5週間で10枚のカードが認定されたが、2018年9月に新規投票は中断された。
中断の理由としてAdminはレアペペブームが下火になったこと、そのため応募者も投票者も想定より少なくなってきた事を挙げた。
最初の週に当選したIVOTEDは投票済証明書をペペの配色にした作品であり、レアペペ総選挙の代表カードとされる。
最後の週に当選したやる夫ペペは日本のアスキーアートキャラやる夫をモチーフにした作品であり、ペペの顔以外のすべてがアスキーアートで構成されている。

#### マット・フュリーのレアペペ (RAREPEPE by Matt Fury)
イーサリアム(ETH)上で発行。
2021年11月から発行。
カエルのペペの作者マット・フュリーによるすべて一点物のフルアニメーション仕立てで、不定期に2枚ずつオークション形式で販売されている。
一作目のモーゼ・ペペ(MOSES PEPE)は80.69ETH(3700万円)で落札された。

## キャラクター商品
日本でも2019年頃から、ヴィレッジヴァンガードなどの雑貨店でキャラクター商品が販売されている。